# Videolaryngoskop
Das Videolaryngoskop ist ein medizinisches Instrument zur Inspektion des Kehlkopfes mit der Möglichkeit der Bildübertragung des Endoskopbildes auf einen Bildschirm. Je nach Einsatzart gibt es verschiedene Bauformen. Zum diagnostischen Einsatz durch HNO-Ärzte oder Phoniater werden starre und flexible Laryngoskope verwendet. In der Anästhesie und Notfallmedizin erfolgt der Einsatz vor allem bei Problemintubationen, da es gegenüber einem herkömmlichen Intubationslaryngoskop dem Anästhesisten ein vergrößertes Blickfeld verschafft und so die Intubation wesentlich erleichtert. Da Intubationsverletzungen unter Einsatz eines Videolaryngoskops seltener auftreten, werden inzwischen auch bei normalen Intubationen Videolaryngoskope eingesetzt. 

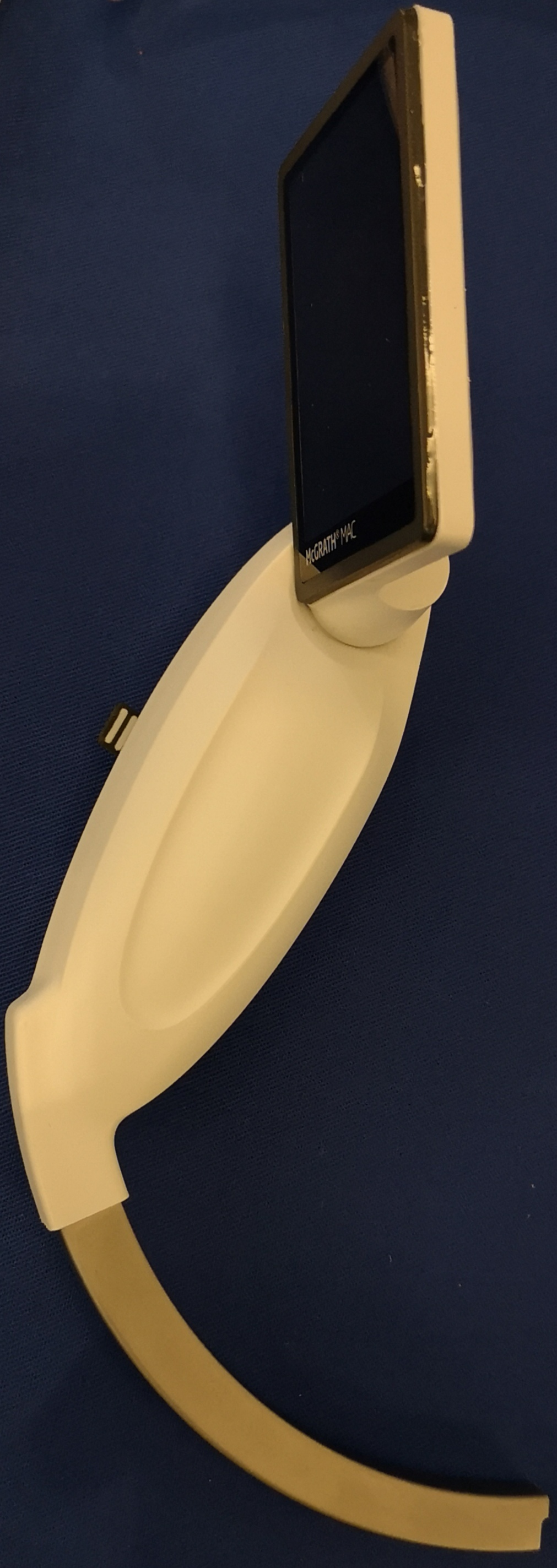
Mobiles Videolaryngoskop für die Präklinik und Klinik

Aufgrund der Entwicklung mobiler und batteriebetriebener Systeme ist auch eine Anwendung im Rettungsdienst möglich.
Erste Entwicklungen der anästhesiologischen Variante gehen auf den japanischen Neurochirurgen Junichi Koyama in Zusammenarbeit mit der Pentax Corporation zurück.